# Caogheddas
Caogheddas est une île d'Italie en mer de Sardaigne à l'ouest de la Sardaigne appartenant administrativement à Cabras.

## Géographie
Il s'agit d'un îlot s'étendant sur une centaine de mètres. Il est compris dans l'Area marina protetta Penisola del Sinis - Isola Mal di Ventre (it).